# Ненав'язливий JavaScript
Ненав'язливий JavaScript (англ. unobtrusive JavaScript) — загальний підхід до web-програмування мовою JavaScript. Термін було запроваджено 2002-го року Стюартом Ленгріджем. Принципами ненав'язливого Javascript зазвичай вважаються такі:
- відділення функціональності вебсторінки («рівень поведінки») від структури, змісту і представлення вебсторінки;[2]
- відпрацьовані методи із уникнення проблем традиційного програмування мовою JavaScript (таких як залежність від браузера і нестача масштабованості);
- техніки «поступового покращення» (англ. Progressive enhancement) для підтримки користувацьких агентів, що можуть не повністю підтримувати функції JavaScript.[3]

## Причини появи
Через несумісність реалізацій мови і Document Object Model у різних браузерах JavaScript мав репутацію мови, що не підходила до серйозного використання і розвитку. Поява браузерів, що притримувались стандартів, поява інтерфейсів AJAX та веб 2.0 змінило ситуацію, зробивши JavaScript необхідним інструментом. Якщо раніше JavaScript використовували для порівняно простих і несуттєвих завдань, таких як перевірка форм на стороні браузера або декоративні елементи оформлення сторінок, то згодом він став використовуватись для створення основної функціональності сайтів.

## Мета
Працездатність вебсайту для найбільш широкої аудиторії користувачів, включно із доступністю для користувачів із обмеженими можливостями, є головною метою ненав'язливого підходу. Досягнення цієї мети і базується на розділенні представлення і поведінки, за якого поведінка програмується з допомогою зовнішніх скриптів мовою JavaScript і прив'язується до семантичної розмітки.
Завдяки використанню ненав'язливого підходу легше досягти таких результатів:
- Доступність сайту для більшої кількості користувачів;
- Гнучкість при внесенні змін у документ, стилі чи скрипти;
- Експлуатаційна надійність (robustness) і можливість розширення, в тому числі можливість поступового покращення;
- Підвищення продуктивності, наприклад, за рахунок кешування зовнішніх скриптів.

## Рекомендації
Кріс Хейлман (Cris Heilmann), один із прихильників використання ненав'язливого підходу, склав для нього у 2007 році сім простих правил:
1. Не робіть припущень;
2. Шукайте зачіпки (hooks) і зв'язки;
3. Залиште обхід (traversing) експертам;
4. Розумійте роботу браузерів і користувачів;
5. Зрозумійте, як працюють події;
6. Грайте з іншими розробниками;
7. Турбуйтесь про наступного розробника.

## Відділення поведінки від розмітки
Традиційно виклик функцій JavaScript розміщувався безпосередньо у розмітці документу. Наступний приклад ілюструє типічну реалізацію валідації полів форми:
```
<input
 
type=
"text"
 
name=
"date"
 
onchange=
"validateDate(this);"
 
/>

```

За добре структурованого підходу до розробки розмітка використовується для опису структури документу, а не його поведінки. Змішування структури і поведінки веде, поміж іншим, до погіршення можливості підтримувати сайт. Це відбувається з тієї ж причини, що й у випадку змішування структури і представлення: якщо сайт має сотні полів з даними, то додавання відповідного атрибуту onchange до кожного і майбутня модифікація їх у майбутньому може виявитись досить складною процедурою.

Ненав'язливе рішення полягає в програмній установці обробника подій. Зазвичай це досягається логічним виділенням елементів, для яких є необхідним той чи інший обробник у клас із наступною обробкою:
```
<input
 
type=
"text"
 
class=
"validatedDate"
 
/>

```

Скрипт може переглядати всі елементи input, що стосуються класу validatedDate і встановлювати для них потрібний обробник:
```
window
.
onload
 
=
 
function
()
 
{

    
var
 
inputs
,
 
i
;

    
inputs
 
=
 
document
.
getElementsByTagName
(
'input'
);

    
for
 
(
i
 
=
 
0
;
 
i
 
<
 
inputs
.
length
;
 
i
++
)
 
{

        
if
 
(
inputs
[
i
].
className
 
==
 
'validatedDate'
)
 
{
 

            
inputs
[
i
].
onchange
 
=
 
function
()
 
{
 

                
validateDate
();

            
};

        
}

    
}

};

function
 
validateDate
(){

    
// логіка обробника

}

```

Наступний скрипт є специфічним для бібліотеки JavaScript jQuery:
```
$
(
document
).
ready
(
function
(){
 

	
$
(
'input.validatedDate'
).
bind
(
'change'
,
 
validateDate
);

});

function
 
validateDate
(){

	
// логіка обробника

}

```

Оскільки атрибут class відображає семантичну роль елементу, такий підхід добре узгоджується з рекомендаціями W3C, що засновані на сучасних стандартах.